# Wark - Niederfeulen-Warken
Wark - Niederfeulen-Warken este o arie protejată (arie specială de conservare — SAC, sit de importanță comunitară — SCI) din Luxemburg întinsă pe o suprafață de 160,59 ha, integral pe uscat.

## Localizare
Centrul sitului Wark - Niederfeulen-Warken este situat la coordonatele 49°52′43″N 6°03′12″E / 49.8786°N 6.0533°E.

## Înființare
Situl Wark - Niederfeulen-Warken a fost declarat sit de importanță comunitară în decembrie 1998 pentru a proteja 6 specii de animale. Situl a fost protejat și ca arie specială de conservare în noiembrie 2009.

## Biodiversitate
Situată în ecoregiunea continentală, aria protejată conține 6 habitate naturale: Liziere de ierburi înalte hidrofile de câmpie și de nivel montan până la alpin, Fânețe de joasă altitudine (Alopecurus pratensis, Sanguisorba officinalis), Pante stâncoase silicioase cu vegetație casmofită, Păduri de fag Luzulo-Fagetum, Păduri de fag Asperulo-Fagetum, Păduri aluvionare cu Alnus glutinosa și Fraxinus excelsior (Alno-Padion, Alnion incanae, Salicion albae).
La baza desemnării sitului se află mai multe specii protejate:
- păsări (4): pescăruș albastru (Alcedo atthis), barză neagră (Ciconia nigra), sfrâncioc roșiatic (Lanius collurio), gaia roșie (Milvus milvus)
- pești (2): zglăvoacă (Cottus gobio), cicar (Lampetra planeri)